# Israel International 2016
Die Hatzor Israel International 2016 im Badminton fanden vom 2. bis zum 5. November 2016 im Kibbuz Hatzor in der Nähe der Stadt Aschdod statt.

## Sieger und Platzierte
| Disziplin    | Gold                              | Silber                              | Bronze                           |
| ------------ | --------------------------------- | ----------------------------------- | -------------------------------- |
| Herreneinzel | Lukáš Zevl                        | Paweł Prądziński                    | Ariel Shainski                   |
| Herreneinzel | Lukáš Zevl                        | Paweł Prądziński                    | Ilias Xanthou                    |
| Dameneinzel  | Ana Marija Šetina                 | Irina Shorokhova                    | Zuzana Pavelková                 |
| Dameneinzel  | Ana Marija Šetina                 | Irina Shorokhova                    | Krestina Silich                  |
| Herrendoppel | Yonathan Levit Ariel Shainski     | Paweł Prądziński Jan Rudziński      | Alexander Bass Shai Geffen       |
| Herrendoppel | Yonathan Levit Ariel Shainski     | Paweł Prądziński Jan Rudziński      | Leon Pugach Aviv Sade            |
| Damendoppel  | Irina Shorokhova Kristina Vyrvich | Dana Kugel Yana Molodezki           | Wiktoria Falandysz Yuval Pugach  |
| Mixed        | Ariel Shainski Krestina Silich    | Aleksandr Vasilkin Kristina Vyrvich | Elias Nicolaou Yana Molodezki    |
| Mixed        | Ariel Shainski Krestina Silich    | Aleksandr Vasilkin Kristina Vyrvich | Jan Rudziński Wiktoria Falandysz |